# Palaeomolis amabilis
Palaeomolis amabilis är en fjärilsart som beskrevs av Boettcher 1905. Palaeomolis amabilis ingår i släktet Palaeomolis och familjen björnspinnare. Inga underarter finns listade i Catalogue of Life.